# Geschiedenis van Domburg
De Geschiedenis van Domburg beslaat de geschiedenis van de huidige plaats Domburg op het eiland Walcheren in de Nederlandse provincie Zeeland.
De hier beschreven geschiedenis is opgedeeld in vier delen: Domburg in de Romeinse tijd, in de vroege middeleeuwen, de late middeleeuwen en ten slotte het meest recent de ontwikkeling van de badplaats Domburg.

## Nehalennia

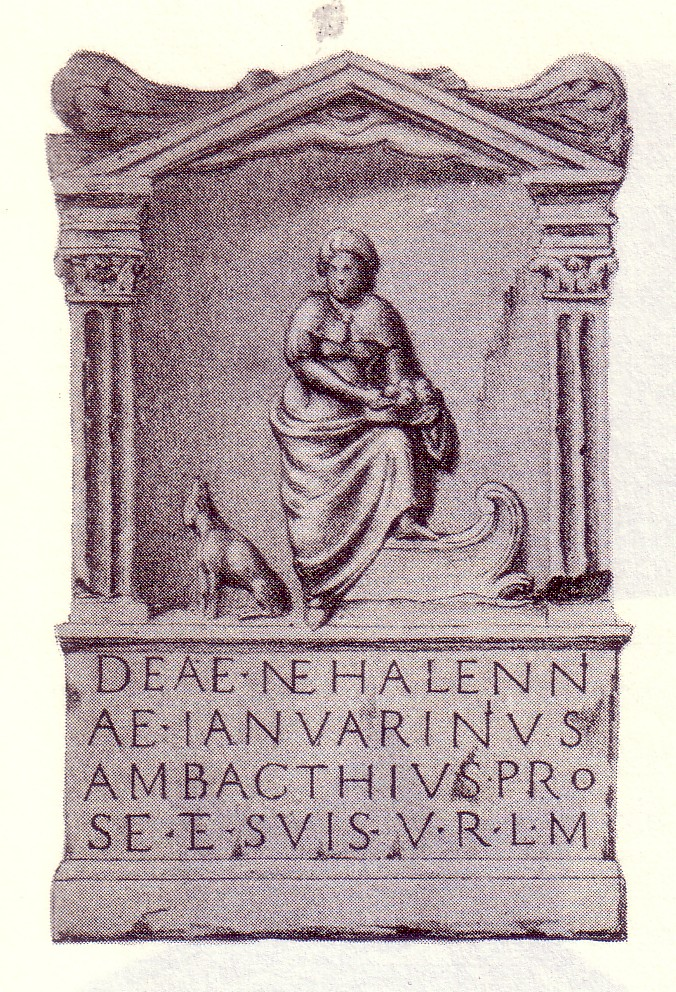
Nehalennia-altaar

In de Romeinse tijd werd de Nehalennia-tempel gebouwd. Deze werd na de 7e eeuw bedolven onder duinzand om in de 17e eeuw weer aan de oppervlakte te komen. Door het verder afkalven van de kust kwam zij al spoedig onder water te liggen. Schippers beschouwden Nehalennia als beschermgodin en maakten, na de zeeën getrotseerd te hebben, een stenen gedenkschrift.
In de winter van 1647 kwamen na zware afslag aan de voet van de duinen de restanten van een heiligdom tevoorschijn in de vorm van een groot aantal altaar- of votiefstenen die waren voorzien van Latijnse inscripties van Romeinen die de stenen 'votum solvit libens merito' ofwel 'graag en met reden en volgens belofte' hebben opgericht voor verschillende goden. Het merendeel van de stenen was gewijd aan de inheemse godin Nehalennia, maar ook waren er stenen voor Neptunus, Jupiter, Hercules en een standbeeld van Victoria. Een enkele steen was gewijd aan de inheemse godin Burorina. Deze steen werd ten minste in 1756 of 1757 bij een verbouwing aangetroffen in het huis Laterdale aan de markt.
Veel van de stenen laten in een nis een afbeelding zien van Nehalennia met vruchten en met een hond, symbolen van voorspoed en vruchtbaarheid. Vaak wordt de godin zittend afgebeeld, maar soms ook staand met één voet op het voorplecht van een schip en met een roer in haar handen. Zij moet gezien worden als beschermvrouwe van handelaren en zeevarenden, zoals ook is gebleken uit inscripties van vergelijkbare altaarstenen die vanaf 1970 bij Colijnsplaat uit de Oosterschelde zijn gevist. De enige inscriptie van de Domburgse altaarstenen die expliciet is over het beroep van de schenker is de steen die Marcus Secundarius Silvanus voor Nehalennia oprichtte. Hij handelde met Brittannië in aardewerk.
Over de tempel zelf bestaat weinig zekerheid. Volgens de 17e-eeuwse Zeeuwse historicus Smallegange was uit het patroon van de vondsten af te leiden dat de tempel rond moet zijn geweest. Na verdere afslag van de duinen kwam rond 1700 echter een rechthoekige vloer tevoorschijn. In de omgeving van de tempel werden verder boomstronken en munten gevonden. Niet alle resten zijn uit de Romeinse tijd. Zo zijn er bij de munten Angelsaksische sceattas uit de 7e eeuw aangetroffen.
Ook resten van Romeinse militaire activiteit zijn bij Domburg gevonden. Op het strand tussen Domburg en Vrouwenpolder zijn tweemaal stukken van dakpannen met het stempel van de Romeinse vloot voor Germanië aangetroffen. Wellicht heeft zich hier dus een steunpunt voor die vloot bevonden. Op het strand van Westkapelle is in 1514 een altaarsteen gevonden met een wijding aan Hercules Magusanus, de god van de Bataven van wie velen in het Romeinse leger dienden. De lokale bewoners waren waarschijnlijk Menapiërs.
De gevonden altaarstenen werden gedurende vele jaren bewaard in de kerk. Bij een grote brand van de kerk in 1848 en bij het puinruimen daarna zijn de stenen zwaar beschadigd. Gelukkig had juist daarvoor een conservator van het Leidse Museum voor Oudheden de stenen laten tekenen en daarvan een platenatlas uitgegeven. De restanten van de stenen zijn nadien overgedragen aan het Koninklijk Zeeuws Genootschap der Wetenschappen en tegenwoordig in bruikleen gegeven aan het Zeeuws museum. Een intact exemplaar, in 1781 weggeschonken door Johan Adriaan van de Perre, bevindt zich in het Museum Kunst & Geschiedenis van Brussel.

## Middeleeuwen

### Walichrum
In de duinen ten noordoosten van Domburg lag in de vroege Middeleeuwen de handels- en havenplaats Walichrum (Walacria) die in de 8e eeuw een bloeiperiode moet hebben doorgemaakt. Dat wordt afgeleid uit de vele muntvondsten die in de loop der jaren op het strand zijn gedaan. De naam van deze plaats moet zijn samengevallen met de aanduiding van het eiland Walcheren. Van Heeringen (zie bronnen) meent dat de oudste kerk van Walcheren, eind 7e eeuw gesticht door Willibrord op de plek waar hij een afgodsbeeld had vernield, hier heeft gestaan vanuit welke kerk voor 1067 de dochterkerken Oostkapelle en Westkapelle zijn gesticht. Onder invloed van inpoldering en de toegenomen agrarische betekenis van het achterland van de duinstrook is het zwaartepunt van het eiland later verplaatst naar Middelburg.
Met betrekking tot de moederkerk van Oost- en Westkapelle bestaat ook de verouderde opvatting (Kesteloo) dat de oude naam Kerkwerve van de grond ten zuidwesten van Domburg wijst op een kerkstichting uit de tijd van Willibrord.

### Duinburcht

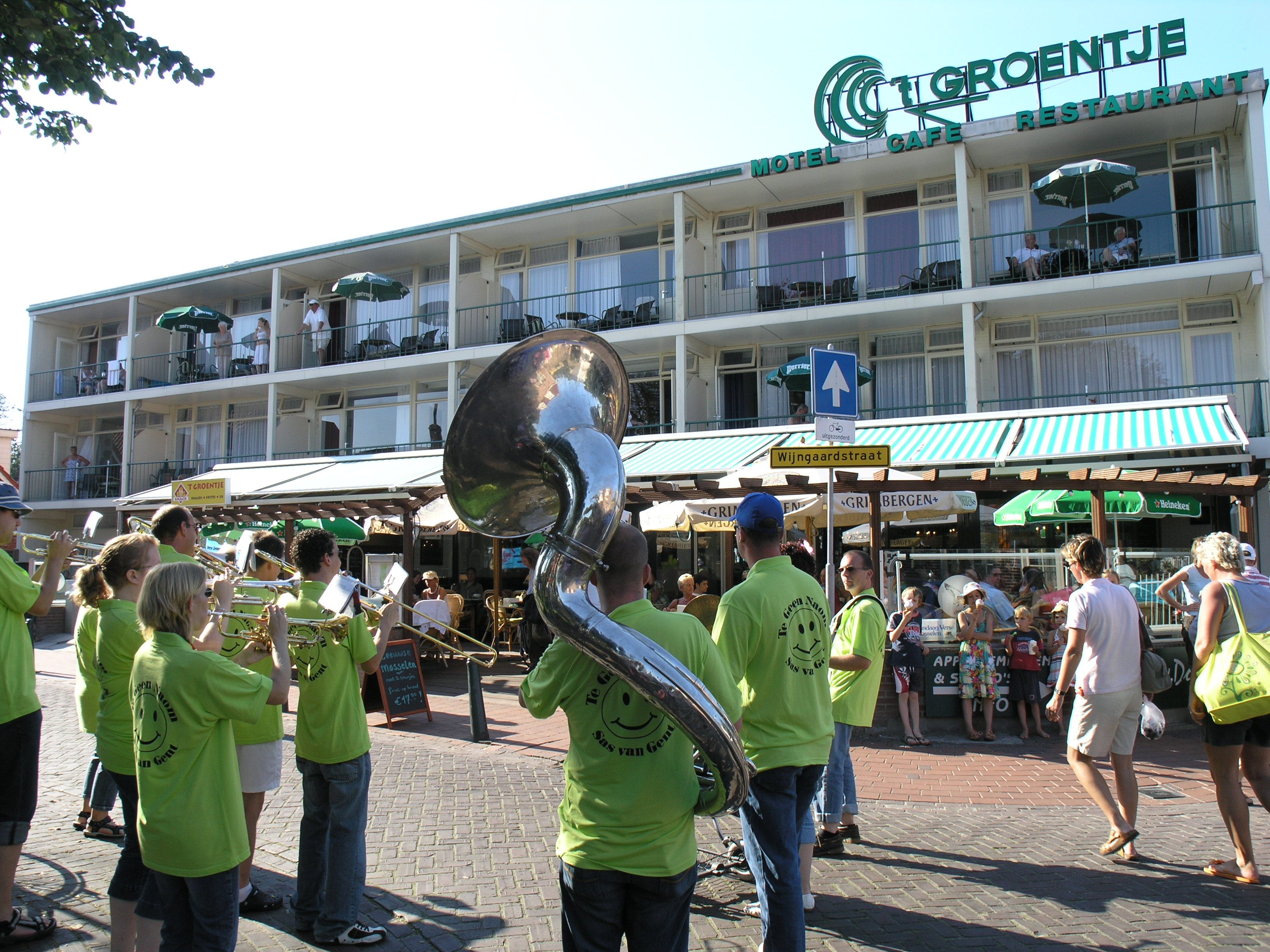
't Groentje, eens het centrum van de duinburcht

De oudere bewoning van de omgeving ten spijt zou men kunnen stellen dat Domburg is gesticht door de mensen die in het laatste kwart van de 9e eeuw de ringwalburg of 'duinburg' hebben opgeworpen waaraan door verbastering Domburg zijn naam dankt. Dat zulk een burg, evenals in Middelburg en Souburg, bestaan moest hebben werd al langer op grond van historisch-geografische argumenten vermoed. Bij opgravingen in 1991 en de jaren daarna op onder andere het terrein van het Badhotel is deze van plaggen en hout gebouwde burg ook daadwerkelijk gevonden. Met een diameter van 265 meter was het de grootste van de drie Walcherse ringwalburgen. Het centrum bevond zich bij het huidige Groentje op het kruispunt.
De ringburgwal wordt in verband gebracht met aanvallen van Vikingen in de 9e eeuw en zou in opdracht van Karolingische koningen als vluchtburg voor de bevolking kunnen zijn gebouwd. Zo is bekend dat in 837 de Vikingen in Walichrum hebben huisgehouden en ene graaf Eggehard en de Deense hertog Hemming (de broer van Harald Klak) hebben gedood. Er was een rijke buit en er werden veel vrouwen in gevangenschap weggevoerd. In 841 is de streek zelfs in leen gegeven aan de Noorman Heriold (Harald junior, de neef van Hemming nota bene), maar serieuze archeologische resten van Noormannen zijn niet gevonden. Terwijl Walcheren toch decennialang een waar 'piratennest' is geweest. De Vikingen hadden in de haven hun vloot, waarmee ze naar Oost-Engeland vaarden en plundertochten organiseerden in het Scheldegebied. De haven werd ook door Friese vrachtvaarders gebruikt. Walacria was de bekendste haven van het zuidelijke Noordzeebekken. De suggestie van een enkele historicus dat de burg van Walacria juist als uitvalsbasis door Noormannen kan zijn opgeworpen wordt minder waarschijnlijk gevonden. Lodewijk de Vrome bouwde er een versterking.
De handelsnederzetting is door de zee verzwolgen. Er zijn grafvelden met talloze sarcofagen gevonden. De graven toonden rijke bijgiften, die de welstand (en heidense gewoonten) van de bevolking weerspiegelen. De laatste resten verdwenen in de 19e eeuw.
De burg die aanvankelijk niet een woonfunctie schijnt te hebben gehad is in de loop van de 10e eeuw aan de binnenzijde opgehoogd en bewoond geraakt volgens het nog steeds bestaande stratenpatroon.

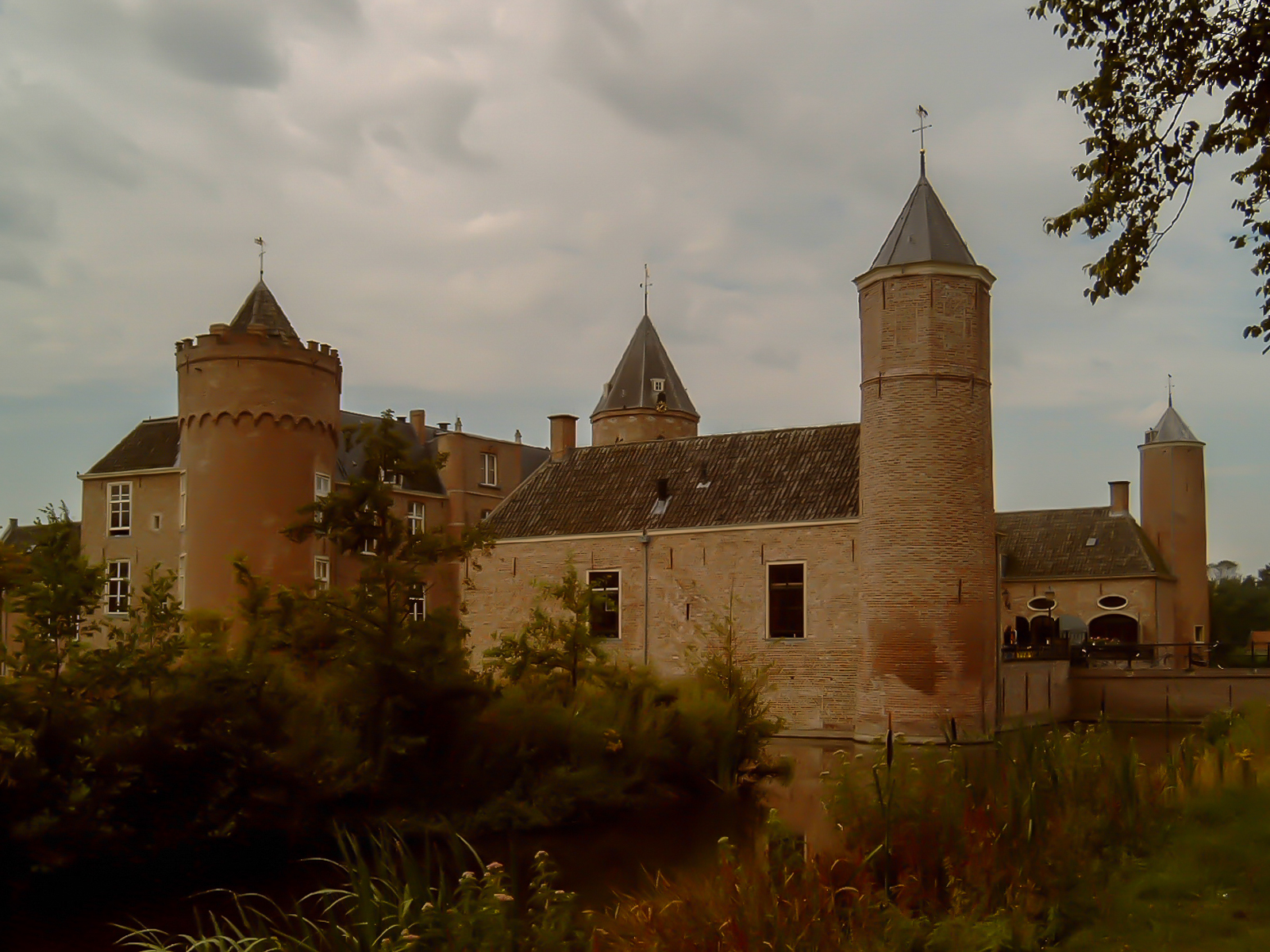
Kasteel Westhove

### Dumburg
De oudste vermelding van Dumburg is op een goederenlijst van de abdij van Echternach omstreeks 1200. Er is in de 13e eeuw vanuit kerkelijk oogpunt nog sprake van twee Domburgen: Dumburgh infra castellum (binnen de versterking) en Dumburgh extra castellum (buiten de versterking) die ook worden aangeduid als Oost- en West-Domburg. Het is een onderscheid dat voor het laatst in een oorkonde van 1363 wordt aangetroffen. Beide gemeenschappen hadden een kerk. Die van West-Domburg was een dochterkerk van Westkapelle en gewijd aan Sint Jan. Dit is de nog bestaande inmiddels protestantse kerk. De kerk van Oost-Domburg was een dochterkerk van Oostkapelle en gewijd aan Sint Agatha. Zij stond waarschijnlijk aan de zuidkant van 't Groentje en werd voor 1325 met toestemming van de bisschop van Utrecht afgebroken en mogelijk heropgebouwd op de plaats van de huidige kerk van Aagtekerke.

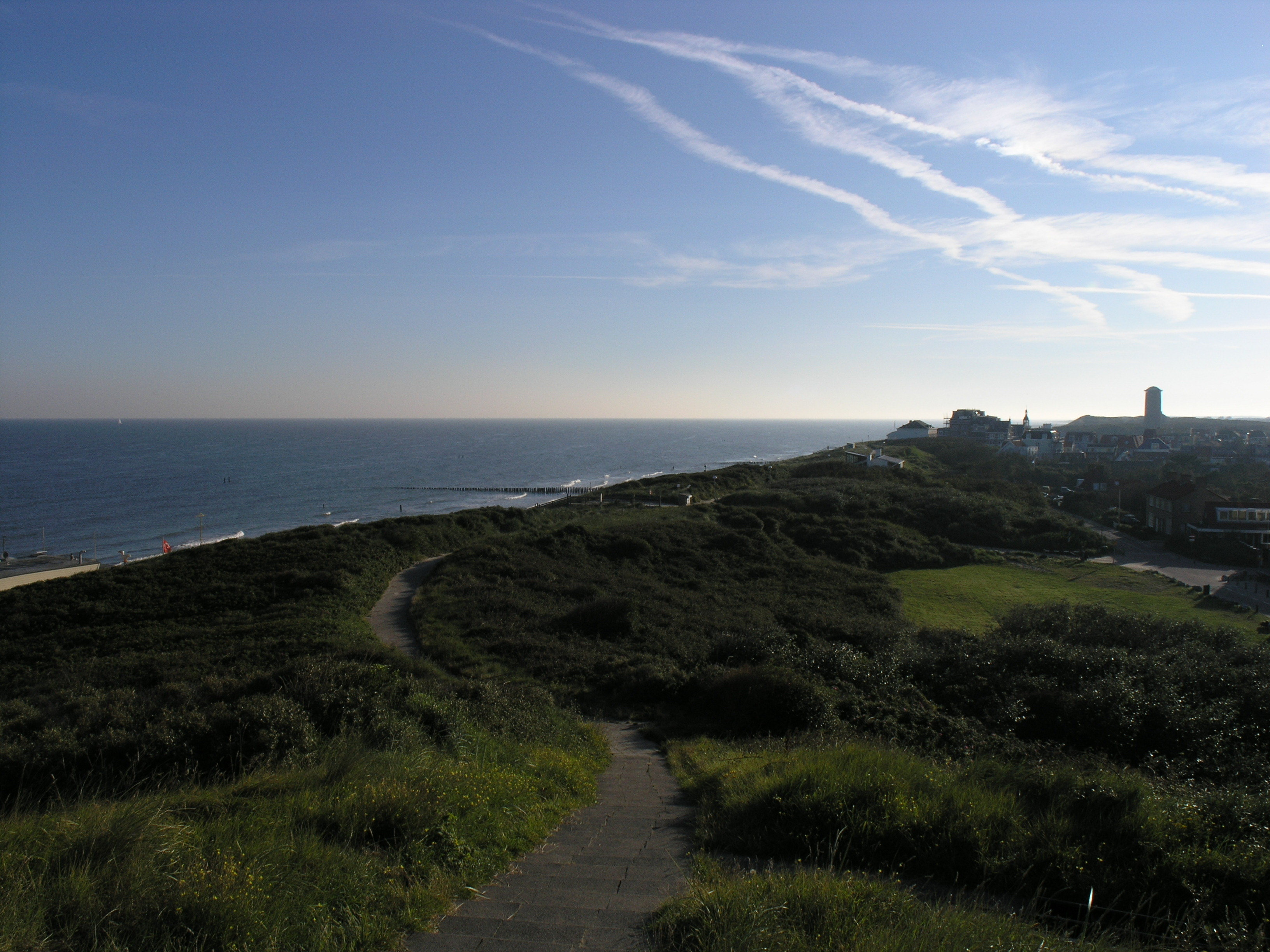
Boulevard Van Schagen

## Stad en ambacht
De Hollandse graaf Floris IV en de burggraaf van Zeeland Dirck van Voorne verleenden Domburg en Westkapelle in 1223 stadsrechten. Die vroege verheffing valt niet los te zien van de Loonse Oorlog die de Hollandse graven gedwongen had van Zeeland hun thuisbasis te maken. Domburg had echter nimmer zitting in de Staten van Zeeland en werd om die reden een smalstad genoemd. In de positie van Domburg als 'vrije' grafelijke stad kwam verandering toen de graaf in 1453 Domburg met Vlissingen en Westkapelle verpandde en later in eeuwigdurende erfleen uitgaf aan de familie Van Borssele die reeds heren van Veere waren. Sindsdien had de stad tot de definitieve afschaffing van de heerlijke rechten in 1848 rekening te houden met opeenvolgende heren van Domburg die op vele manieren invloed hadden op het stadsbestuur.
Daarnaast bestond sinds oudsher het ambacht Domburg dat het platteland van Domburg bestreek met grote delen van Aagtekerke en los van de stad Domburg zijn eigen bestuur kende. Als Domburg-buiten werd het onderscheiden van Domburg-binnen.

## Badplaats

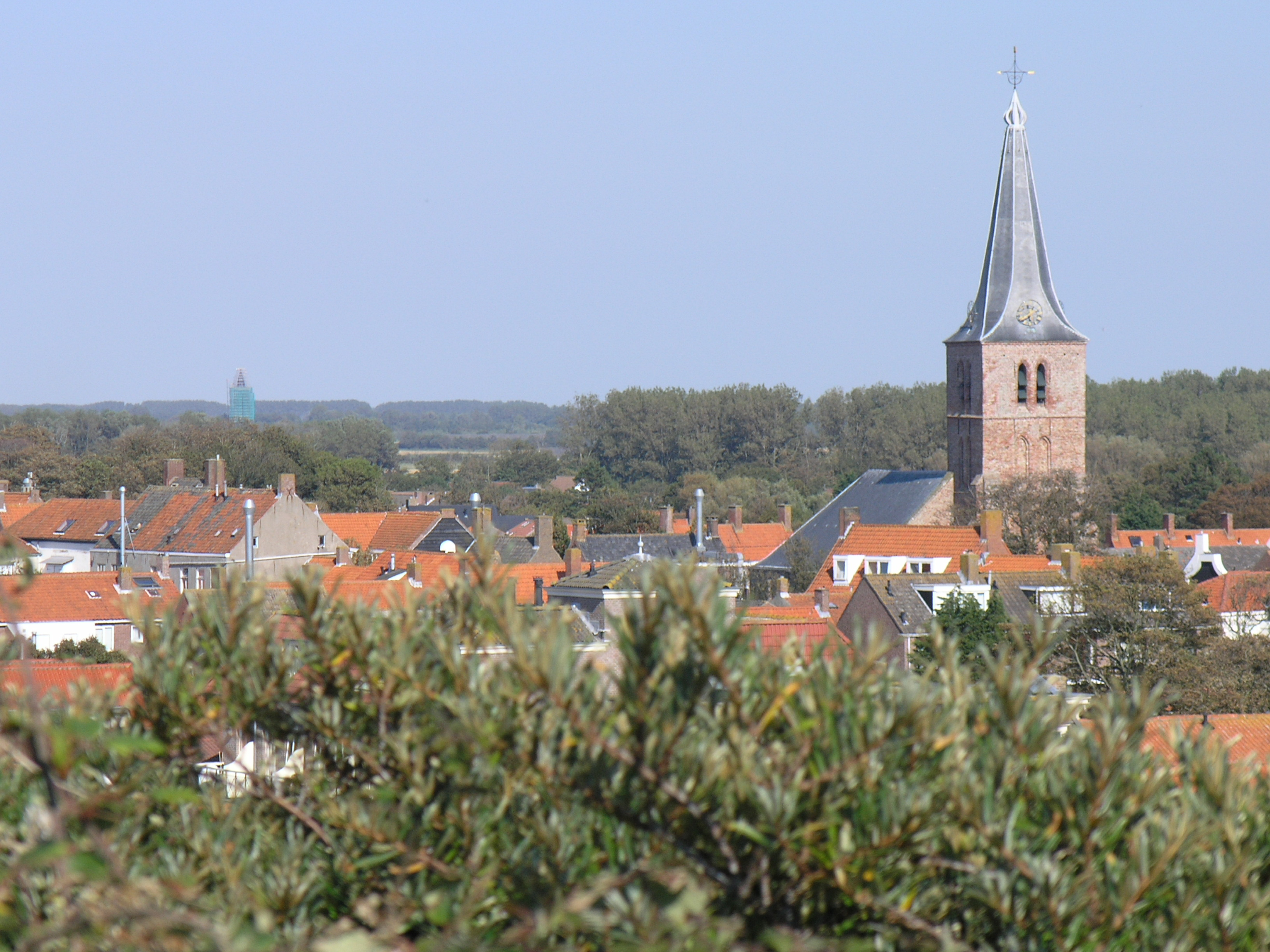
Gezicht op het centrum

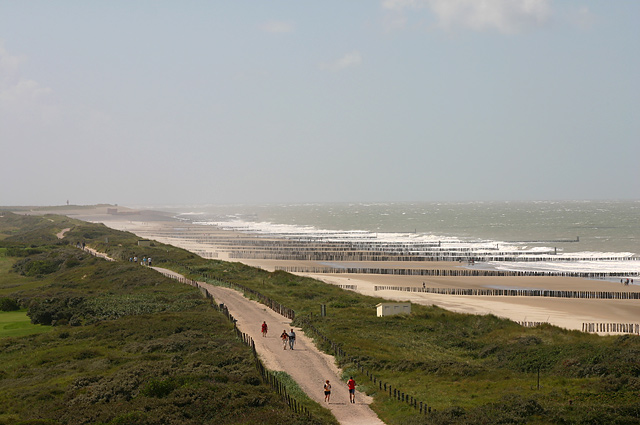
Strand bij Domburg

### Eerste zeebaden
Al vroeg kwamen stedelingen uit Middelburg ’s zomers spelerijdend de kust bezoeken en zich vermaken in de lokale herbergen. Zij bouwden er in de 17e en 18e eeuw zomerverblijven en soms heuse lusthoven. De geschiedenis van Domburg als badplaats begint pas echt in 1834 als twee Middelburgse families besluiten om met badkoetsen een zeebad te nemen. Zij waren Domburgs eerste badgasten en kennelijk geïnspireerd door een bezoek aan Scheveningen, waar vanaf 1818 zeebaden werden aangeboden vanuit het badhuis van Jan Pronk. De goede contacten van de initiatiefnemers van het eerste zeebad met mr J.J. Slicher, die heer van Domburg was, en met Haagse kringen, hebben ertoe geleid dat zij na een fondsenwerving onder de Walcherse elite en met een bijdrage van Koning Willem I in 1837 het eerste Badpaviljoen konden bouwen. De badplaats bleef daarna met vallen en opstaan, zoals met de opening van het Badhotel in 1866, langzaam groeien. De kring van badgasten bleef echter beperkt tot de kleine Zeeuwse stedelijke en adellijke elite, want voor de meeste mensen was zulk een uitstapje niet betaalbaar en Walcheren bovendien moeilijk bereikbaar. Met de verbetering van de verbindingen na 1870 door de aanleg van de spoorlijn Roosendaal-Vlissingen en de aansluitende dienst van de Stoomvaart Maatschappij Zeeland op Engeland kwam daarin verandering en arriveerden in Domburg in toenemende mate badgasten uit andere delen van Nederland, België, Engeland en Duitsland.

### Badplaatsbelangen
Belangrijk voor het oogsten van de mogelijkheden die de nieuwe verbindingen boden waren de inspanningen van de actieve gemeentesecretaris H.M. Kesteloo bij de oprichting in 1880 van een Comité tot bevordering van de belangen der badplaats Domburg en vanaf 1883 de wekelijkse uitgifte, gedurende de dertien weken van het zomerseizoen, van het Domburgsch Badnieuws waarin een lijst met aangekomen vreemdelingen werd gepubliceerd. De nieuw aangestelde gemeente- en badarts dr. J.M. Janssen vertaalde in 1883 bovendien vanuit het Duits het boekje De beteekenis en het gebruik der zeebaden, in verband beschouwd met het Noordzeebad Domburg dat oorspronkelijk door een badarts van Norderney was geschreven.

### Bouwen in de duinen
In de eerst drie jaren van het Domburgsch Badnieuws komen vanuit verschillende windstreken de namen voor van drie gefortuneerde Duitsers die villa's op het duin zouden gaan bouwen. Familie van Louis Sommerhoff uit het Engelse Twickenham en Carl Erbschloe uit Brussel brengen al in 1883 een bezoek aan Domburg. Franz Aldenbrück uit het plaatsje Brühl bij Keulen arriveert voor het eerst in 1885. In het najaar van 1886 starten zowel Sommerhoff als Aldenbrück met de bouw van een villa op de duinen. Villa Sommerhoff en Villa Maria komen beide in 1887 gereed. Villa Maria werd gebouwd door de architect J.J. van Nieukerken die het jaar daarop ook de opdracht ontving voor de bouw van een nieuw Badpaviljoen. Aldenbrück verkocht zijn huis, na de oplevering, door aan Erbschloe en liet aan de andere zijde van het Badpaviljoen in 1890 door Van Nieukerken opnieuw een huis bouwen dat de naam Villa Marie ontving. Het was de start voor meer gebouwen in de duinen, de meeste zijn in de Tweede Wereldoorlog verdwenen.

### Badartsen
Een passant die niet onvermeld mag blijven is de Oostenrijkse wereldreiziger en verslaggever Ernst von Hesse-Wartegg die in september 1884 volgens het Domburgs Badnieuws enkele dagen in het Badhotel neerstreek. Of hij ooit over Domburg iets publiceerde is niet gebleken. In 1879 publiceerde hij wel Die Atlantischen Seebäder waarin hij met betrekking tot Scheveningen de draak stak met de 'heren badartsen, badinspecteurs, baddirecteuren en badraden' die over hun badplaatsen publiceerden in termen dat de zee hier of daar zouter zou zijn en de lucht en het water het menselijk lichaam ten goede zouden komen. Meteorologie, astronomie, hydriatiek, hydrologie, balneologie en andere aanverwante wetenschappen waren volgens hem slechts de fantoombegrippen van "Seebadelustigen" die niet ingewijden alleen uit het "Fremdenwörterbuch" kenden. Ironisch stelt hij de heren doktoren de rethorische vraag of het niet zo is dat de afkorting "U.A.w.g." (Und Abends wird getanzt) niet de werkelijke reden is dat badgasten hun zoutwaterparadijs bezoeken.

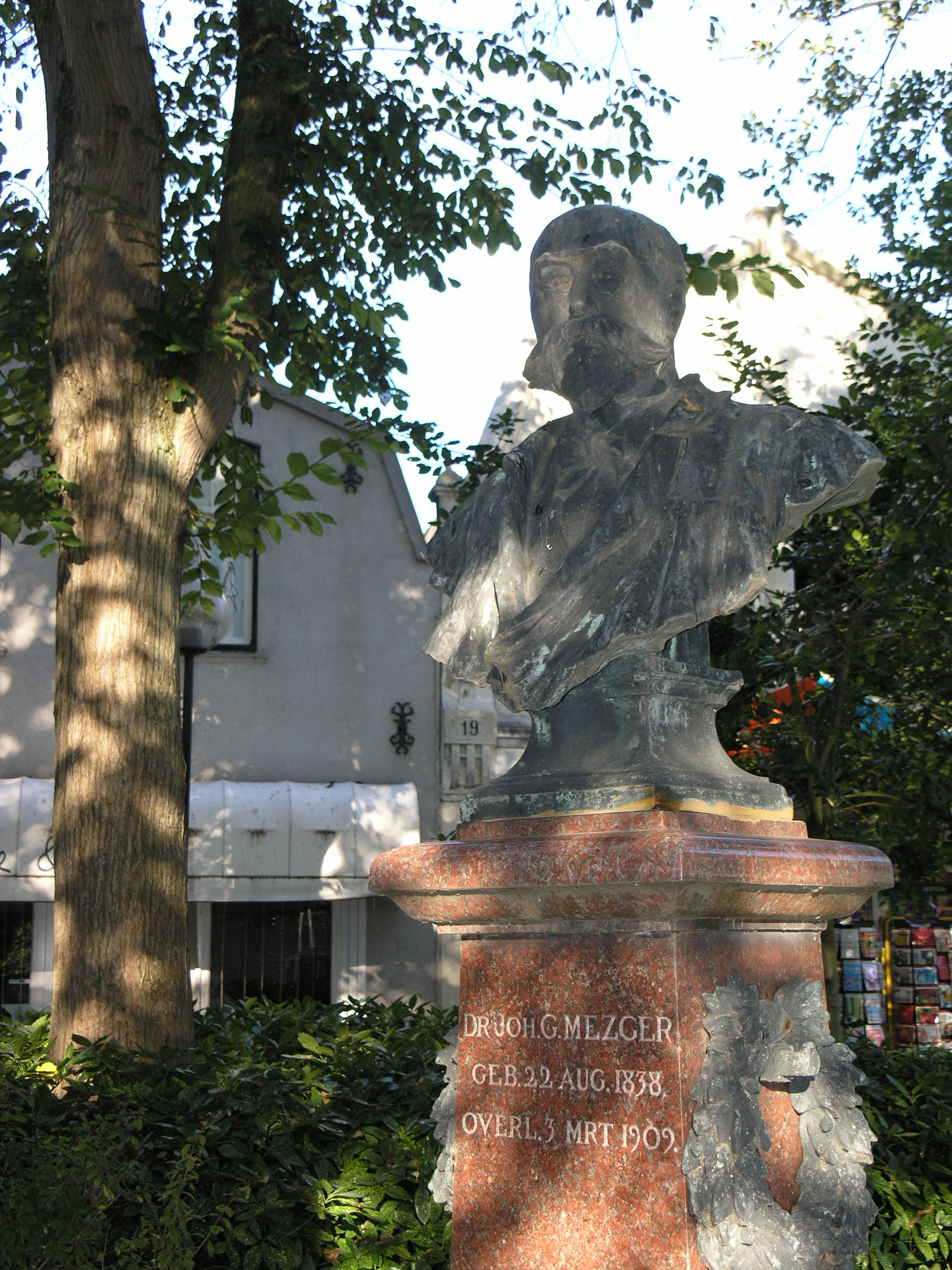
Borstbeeld dr. J.G. Mezger

In 1886 bracht dr. Johann Georg Mezger zijn eerste bezoek aan Domburg. Deze Amsterdamse slagerszoon had als arts en masseur een grote reputatie verworven en wordt gezien als een belangrijke grondlegger van de fysiotherapie. Hij behandelde in het Amstel Hotel patiënten die tot de hoogste Europese adel behoorden en die hij voor een genezend zeebad naar Zandvoort verwees. Door zijn Middelburgse echtgenote kwam hij in Domburg terecht. De kwaliteiten van Domburg en zijn zeewater zullen het vast zijn geweest die dokter Mezger deden besluiten hier een villa te laten bouwen waar hij 's zomers patiënten kon ontvangen. Deze Villa Irma stond op een terrein ten noorden van het Badhotel. Tot de patiënten die hem het meest waardeerden behoorde prinses Marie der Nederlanden. Zij was getrouwd met de Duitse vorst Wilhelm Adolf van Wied en als de prinselijke familie Von Wied verbleven zij van 1888 tot en met 1895 meerdere zomers in Domburg. In 1889 bracht Marie haar schoonzuster Elisabeth von Wied mee, die koningin van Roemenië was. Zij genoot in die tijd wereldfaam als schrijfster van Roemeense sprookjes en volksverhalen. Zij publiceerde onder haar pseudoniem Carmen Sylva en in de septembermaand die zij in Domburg doorbracht, sierde haar portret de voorpagina van het Amerikaanse tijdschrift The Cosmopolitan. Tijdens haar bezoek aan Domburg logeerde zij in de niet meer bestaande Villa Duinoord. Vanwege het mooie uitzicht op zee was zij bovendien ingegaan op een uitnodiging van de Duitser Carl Erbschloe om dagelijks in zijn Villa Maria te verblijven. Erbschloe hernoemde zijn Villa Maria daarna Carmen Sylva.
De eerste hoge buitenlandse adellijke gasten die voor Mezger naar Domburg kwamen waren echter in 1887 de werkelijk Roemeense prins en prinses Bibesco die als bannelingen in Parijs woonden. De vader en oom van deze prins Bibesco hadden eerder als vorst in Boekarest geregeerd, toen die stad nog de hoofdstad van Walachije was. De behoefte van de door Frankrijk gesteunde familie Bibesco aan massage door Mezger en correspondentie met zijn kringen zal wellicht politieke motieven hebben gehad. Het jaar van de grootste adellijke drukte in Domburg na het bezoek van Elisabeth van Roemenië was 1892. Behalve de familie Von Wied verblijft dan Gaston d'Orléans met familie en aanzienlijke aanhang in Villa Marina. Deze telg van de Franse monarchie ging als graaf van Eu door het leven, maar kan beter worden aangeduid als de echtgenoot van kroonprinses en regentes Isabel van het in 1889 afgeschafte keizerrijk Brazilië. Zoals ieder hoog adellijke bezoek aan Domburg was het maar incidenteel en na 1900 komt zulk bezoek nauwelijks meer voor. Een aardige laatste vermelding is misschien het bezoek van de Roemeense prins en prinses Cantacuzene aan het Strandhotel in augustus 1900. Of dit dezelfde prins Cantacuzene is die in juli van dat jaar was afgetreden als minister-president van Roemenië valt uit de vreemdelingenlijsten van het Badnieuws niet op te maken.
Ook gefortuneerde Amerikanen zochten aan het einde van de 19e eeuw zomers de Walcherse badplaats op. Een getrouwe onder hen was de New Yorker met de bijzondere naam Beach Vanderpool, die tussen 1886 en 1891 elke zomer op bezoek kwam.

## Kunstenaarskolonie
Begin 20e eeuw raakte Domburg in zwang bij een aantal Nederlandse kunstenaars, die regelmatig enkele zomermaanden naar de badplaats kwamen om het "Zeeuwse licht" te vangen. De bekendsten waren Jan Toorop en zijn dochter Charley, Piet Mondriaan, Jacoba van Heemskerck en Ferdinand Hart Nibbrig. De kunstverzamelaar Marie Tak van Poortvliet liet voor deze "Domburgse groep" onder aan de duinen een expositieruimte bouwen, die in 1994 werd herbouwd als het Marie Tak van Poortvliet Museum.